# 刘强 (1964年)
刘强（1964年2月—），辽宁法库人，中华人民共和国政治人物。1990年7月参加工作，1986年4月加入中国共产党，管理学博士。中共十六大、十八大代表，第十届、第十一届全国人大代表，辽宁省人大代表。 

## 生平
1964年生于贫困农村家庭。1983年8月进入大连理工大学化学工程专业学习，成为全村第一个考入大学的人，后于1987年9月毕业，之后在大连理工大学化学工程专业硕士研究生学习，直至1990年7月。
1990年离开大连理工大学后，一直在辽宁的石化系统工作。他曾任抚顺乙烯化工厂乙烯车间操作员、值班长、技术员，抚顺石化公司科技处副处长、厂长助理、副厂长，抚顺乙烯石化有限公司副经理、经理，中国石油抚顺石化公司副经理、党委委员，中国石油抚顺石化公司总经理、党委书记（其间：2000年至2003年在东北大学管理科学与工程专业在职博士研究生学习）。在担任中国石油抚顺石化公司总经理时，曾推动“人员流动化、财务集约化、管理网络化”内部管理机制改革，抚顺石化连续四年实现盈利。
2002年调任中共抚顺市委常委，兼任中国石油抚顺石化公司总经理、党委书记。2004年3月离开石化系统，正式进入政界从政，任抚顺市委副书记、副市长、代市长，2005年3月当选为抚顺市长，2008年起担任抚顺市委书记。主政抚顺期间，他曾提出“资源型城市向资源深加工型城市转变思路”，“大力推进沈抚同城”，推动了沈抚新城、石化新城等项目，并实施了大规模棚户区拆迁改造工程。
2013年1月，当选辽宁省人民政府副省长（排名第四），分管工业、住房和城乡规划建设、科技、质量技术监督、知识产权等方面工作。
2017年11月23日，因涉嫌严重违纪，接受组织审查。2018年2月5日被双开，移送司法机关，通报指刘强“为提任副省级领导干部，利用职权搞有组织的拉票贿选活动”。
2019年4月9日，北京市第三中级人民法院公开宣判，对被告人刘强以受贿罪（570萬餘元）、破坏选举罪判处有期徒刑12年，并处罚金人民币120万元。

## 荣誉
刘强于2002年获得“辽宁省十大杰出青年”称号，也是第十三、十四届“中国十大杰出青年”提名奖获得者。2004年获得全国五一劳动奖章。